# اوله یرمک
اوله یرمک (اوکراینی: Олег Васильович Єрмак؛ زادهٔ ۹ مارس ۱۹۸۶) بازیکن فوتبال اهل اوکراین است.
از باشگاه‌هایی که در آن بازی کرده‌است می‌توان به باشگاه فوتبال شاختار دونتسک، باشگاه فوتبال زاریا بالتی، باشگاه فوتبال آرسنال کی‌یف، و باشگاه فوتبال زوریا لوهانسک اشاره کرد.
وی همچنین در تیم‌های ملی فوتبال Ukraine national under-16 football team, Ukraine national under-17 football team, Ukraine national under-18 football team، و Ukraine national under-19 football team بازی کرده‌است.